# Henk Eising
Henk Eising (17 juli 1959) is een Nederlands voetbalbestuurder, politicus en ondernemer. 
Eising verwierf voornamelijk bekendheid als algemeen directeur van FC Emmen (2004-2010) en algemeen directeur van SC Veendam (2010-2012). Ook was hij namens de VVD twee jaar lid van de gemeenteraad (2002-2004) in Emmen. Momenteel is Eising manager commerciële zaken bij FC Emmen en voorzitter van de lokale Emmense partij LEF! Hij is de vader van wielrenner Tijmen Eising. Beiden hebben een incassobureau. Eising heeft ook een hypotheekintermediair. 
In mei 2012 wist Henk Eising SC Veendam te redden van een faillissement. Na zijn vertrek ging de Oost-Groningse club echter alsnog failliet. In 2012 werd hem door de gemeente Veendam de gemeentepenning uitgereikt voor zijn inzet voor SC Veendam.